# 孙如法
孙如法（1559年—1615年），字世行，号俟居。錦衣衛官籍浙江餘姚縣人。明朝政治人物，萬曆癸未進士，官至刑部主事。赠光禄寺少卿。

## 生平
孙如法嘉靖三十八年（1559年）生于浙江余姚。萬曆四年（1576年）以順天府學生登丙子科順天鄉試舉人。萬曆十一年（1583年），二十五歲中进士，吏部觀政，次年授刑部主事。万历十四年（1586年），孙如法因论建储及谏阻郑贵妃进封得罪，谪潮阳尉（潮阳县典史添注，闲职）。孙如法是当时罕见的“九尉贬潮”的官吏之一。孙如法抵潮州后，大兴义举，游学讲艺，提携后进。後以疾归，累荐不出，隐居柳城别墅，以图史自娱。

## 佚事
《萬曆野獲編》載孫如法身材矮小，貌類侏儒。

## 家族
孙家三代尚书，其曾祖父孙燧，謚忠烈，赠礼部尚书；祖父曾任南京礼部尚书；父亲吏部尚书孫鑨，赠太子太保；时有“昭代阀阅之盛，首数孙氏”之喻。兄孫如津，錦衣衛指挥佥事。弟孫如泟；孫如涇；孫如洹；孫如泗。胞弟孫如洵，癸丑進士。從兄孫如游，萬曆二十三年進士。